# PokerGO Tour 2021

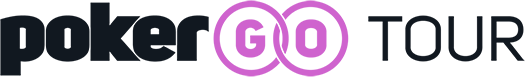
Logo der PokerGO Tour

Die PokerGO Tour 2021 war die erste Austragung dieser Pokerturnierserie. Sie wurde von Poker Central veranstaltet und lief von Januar bis Dezember 2021. Die Turniere hatten Buy-ins von mindestens 10.000 US-Dollar und wurden größtenteils im Aria Resort & Casino am Las Vegas Strip ausgespielt.

## Struktur
Die PokerGO Tour fasste zahlreiche im Kalenderjahr 2021 von Poker Central veranstaltete Pokerturnierserien zusammen und bestand aus insgesamt 144 Turnieren. Sie enthielt die Serien US Poker Open, Poker Masters und PokerGO Cup sowie den Super High Roller Bowl, die allesamt im Aria Resort & Casino am Las Vegas Strip gespielt wurden. Auch eintägige Events aus diesem Casino waren in der Tour enthalten. Darüber hinaus umfasste die Tour Pokerturniere aus dem Wynn Las Vegas, Venetian Resort Hotel und Hotel Bellagio sowie der World Series of Poker im Rio All-Suite Hotel and Casino am Las Vegas Strip sowie aus dem Commerce Casino in Los Angeles und dem Seminole Hard Rock Hotel & Casino in Hollywood, Florida. Auch die Super High Roller Series Europe im nordzyprischen Kyrenia und zwei Turniere der World Series of Poker Europe im tschechischen Rozvadov waren Teil der Tour. Der Großteil der Finaltische der Events wurde auf der Streaming-Plattform PokerGO gezeigt, auf der ein kostenpflichtiges Abonnement nötig ist.
Der Großteil der Turniere wurde in der Variante No Limit Hold’em gespielt, es waren jedoch nahezu alle Pokervarianten auf dem Turnierplan vertreten. Der erfolgreichste Spieler der Tour, Almedin Imširović, wurde durch ein Punktesystem ermittelt und erhielt eine zusätzliche Prämie von 200.000 US-Dollar.

## Turniere
| Beginn        | Stadt       | Casino                            | Turnierserie                        | Buy-in (in $) | Variante                      | Teilnehmer | Sieger               | Herkunft                | Preisgeld (in $) | Quelle |
| ------------- | ----------- | --------------------------------- | ----------------------------------- | ------------- | ----------------------------- | ---------- | -------------------- | ----------------------- | ---------------- | ------ |
| 28. Jan. 2021 | Paradise    | Aria Resort & Casino              | Aria High Roller Series             | 010.000       | No Limit Hold’em              | 0034       | Dan Smith            | Vereinigte Staaten      | 0.136.000        |        |
| 29. Jan. 2021 | Paradise    | Aria Resort & Casino              | Aria High Roller Series             | 010.000       | No Limit Hold’em              | 0022       | Cary Katz            | Vereinigte Staaten      | 0.082.800        |        |
| 30. Jan. 2021 | Paradise    | Aria Resort & Casino              | Aria High Roller Series             | 010.000       | No Limit Hold’em              | 0021       | Chris Brewer         | Vereinigte Staaten      | 0.113.400        |        |
| 25. Feb. 2021 | Paradise    | Aria Resort & Casino              | Aria High Roller Series             | 025.000       | No Limit Hold’em              | 0014       | Almedin Imširović    | Bosnien und Herzegowina | 0.185.800        |        |
| 26. Feb. 2021 | Paradise    | Aria Resort & Casino              | Aria High Roller Series             | 010.000       | No Limit Hold’em              | 0016       | Sam Soverel          | Vereinigte Staaten      | 0.068.736        |        |
| 27. Feb. 2021 | Paradise    | Aria Resort & Casino              | Aria High Roller Series             | 050.000       | No Limit Hold’em              | 0014       | Almedin Imširović    | Bosnien und Herzegowina | 0.344.910        |        |
| 7. März 2021  | Paradise    | Aria Resort & Casino              | Aria High Roller Series             | 010.000       | No Limit Hold’em              | 0032       | Sergi Reixach        | Spanien                 | 0.108.120        |        |
| 8. März 2021  | Paradise    | Aria Resort & Casino              | Aria High Roller Series             | 010.000       | No Limit Hold’em              | 0039       | Barry Hutter         | Vereinigte Staaten      | 0.140.400        |        |
| 9. März 2021  | Paradise    | Aria Resort & Casino              | Aria High Roller Series             | 010.000       | No Limit Hold’em              | 0053       | Darren Elias         | Vereinigte Staaten      | 0.169.600        |        |
| 10. März 2021 | Paradise    | Aria Resort & Casino              | Aria High Roller Series             | 025.000       | No Limit Hold’em              | 0048       | Sean Winter          | Vereinigte Staaten      | 0.408.000        |        |
| 11. März 2021 | Paradise    | Wynn Las Vegas                    | The Wynn Spring Classic             | 010.000       | No Limit Hold’em              | 0083       | Joe McKeehen         | Vereinigte Staaten      | 0.224.100        |        |
| 19. März 2021 | Los Angeles | Commerce Casino                   | L.A. Poker Classic                  | 010.000       | No Limit Hold’em              | 0069       | Michael Liang        | Vereinigte Staaten      | 0.175.300        |        |
| 31. März 2021 | Paradise    | Aria Resort & Casino              | Aria High Roller Series             | 010.000       | No Limit Hold’em              | 0044       | Nick Petrangelo      | Vereinigte Staaten      | 0.126.980        |        |
| 1. Apr. 2021  | Paradise    | Aria Resort & Casino              | Aria High Roller Series             | 010.000       | No Limit Hold’em              | 0053       | Sean Perry           | Vereinigte Staaten      | 0.169.600        |        |
| 2. Apr. 2021  | Paradise    | Aria Resort & Casino              | Aria High Roller Series             | 025.000       | No Limit Hold’em              | 0031       | Almedin Imširović    | Bosnien und Herzegowina | 0.310.000        |        |
| 3. Apr. 2021  | Paradise    | Aria Resort & Casino              | Aria High Roller Series             | 025.000       | No Limit Hold’em              | 0030       | Almedin Imširović    | Bosnien und Herzegowina | 0.300.000        |        |
| 21. Apr. 2021 | Hollywood   | Seminole Hard Rock Hotel & Casino | Seminole Hard Rock Poker Showdown   | 050.000       | No Limit Hold’em              | 0042       | Arthur Conan         | Frankreich              | 0.733.320        |        |
| 26. Apr. 2021 | Hollywood   | Seminole Hard Rock Hotel & Casino | Seminole Hard Rock Poker Showdown   | 025.000       | No Limit Hold’em              | 0145       | Chad Eveslage        | Vereinigte Staaten      | 0.767.576        |        |
| 5. Mai 2021   | Paradise    | Aria Resort & Casino              | Aria High Roller Series             | 010.000       | No Limit Hold’em              | 0051       | Matas Cimbolas       | Litauen                 | 0.163.200        |        |
| 6. Mai 2021   | Paradise    | Aria Resort & Casino              | Aria High Roller Series             | 010.000       | No Limit Hold’em              | 0047       | Sergio Aido          | Spanien                 | 0.159.800        |        |
| 7. Mai 2021   | Paradise    | Aria Resort & Casino              | Aria High Roller Series             | 025.000       | No Limit Hold’em              | 0036       | Bill Klein           | Vereinigte Staaten      | 0.324.000        |        |
| 8. Mai 2021   | Paradise    | Aria Resort & Casino              | Aria High Roller Series             | 025.000       | No Limit Hold’em              | 0027       | Jake Schindler       | Vereinigte Staaten      | 0.310.500        |        |
| 27. Mai 2021  | Paradise    | Venetian Resort Hotel             | DeepStack Championship Poker Series | 010.000       | No Limit Hold’em              | 0077       | Almedin Imširović    | Bosnien und Herzegowina | 0.200.200        |        |
| 28. Mai 2021  | Paradise    | Venetian Resort Hotel             | DeepStack Championship Poker Series | 010.000       | No Limit Hold’em              | 0065       | Shawn Daniels        | Vereinigte Staaten      | 0.175.500        |        |
| 29. Mai 2021  | Paradise    | Venetian Resort Hotel             | DeepStack Championship Poker Series | 025.000       | No Limit Hold’em              | 0043       | Sean Perry           | Vereinigte Staaten      | 0.365.500        |        |
| 3. Juni 2021  | Paradise    | Aria Resort & Casino              | US Poker Open                       | 010.000       | No Limit Hold’em              | 0095       | Jake Daniels         | Vereinigte Staaten      | 0.218.500        |        |
| 4. Juni 2021  | Paradise    | Aria Resort & Casino              | US Poker Open                       | 010.000       | Pot Limit Omaha               | 0065       | Sam Soverel          | Vereinigte Staaten      | 0.175.500        |        |
| 5. Juni 2021  | Paradise    | Aria Resort & Casino              | US Poker Open                       | 010.000       | No Limit Hold’em              | 0077       | Joe McKeehen         | Vereinigte Staaten      | 0.200.200        |        |
| 6. Juni 2021  | Paradise    | Aria Resort & Casino              | US Poker Open                       | 010.000       | Big Bet Mix                   | 0048       | John Riordan         | Vereinigte Staaten      | 0.163.200        |        |
| 7. Juni 2021  | Paradise    | Aria Resort & Casino              | US Poker Open                       | 010.000       | No Limit Hold’em              | 0085       | Joey Weissman        | Vereinigte Staaten      | 0.204.000        |        |
| 8. Juni 2021  | Paradise    | Aria Resort & Casino              | US Poker Open                       | 010.000       | 8-Game                        | 0068       | Eli Elezra           | Vereinigte Staaten      | 0.183.600        |        |
| 9. Juni 2021  | Paradise    | Aria Resort & Casino              | US Poker Open                       | 010.000       | No Limit Hold’em              | 0099       | David Peters         | Vereinigte Staaten      | 0.217.800        |        |
| 10. Juni 2021 | Paradise    | Aria Resort & Casino              | US Poker Open                       | 010.000       | Pot Limit Omaha               | 0063       | Jared Bleznick       | Vereinigte Staaten      | 0.189.000        |        |
| 11. Juni 2021 | Paradise    | Aria Resort & Casino              | US Poker Open                       | 010.000       | No Limit Hold’em              | 0099       | Almedin Imširović    | Bosnien und Herzegowina | 0.217.800        |        |
| 12. Juni 2021 | Paradise    | Aria Resort & Casino              | US Poker Open                       | 010.000       | No Limit Hold’em Short Deck   | 0027       | David Peters         | Vereinigte Staaten      | 0.124.200        |        |
| 13. Juni 2021 | Paradise    | Aria Resort & Casino              | US Poker Open                       | 025.000       | No Limit Hold’em              | 0069       | David Peters         | Vereinigte Staaten      | 0.465.750        |        |
| 14. Juni 2021 | Paradise    | Aria Resort & Casino              | US Poker Open                       | 050.000       | No Limit Hold’em              | 0042       | Sean Winter          | Vereinigte Staaten      | 0.756.000        |        |
| 15. Juni 2021 | Paradise    | Aria Resort & Casino              | Aria High Roller Series             | 025.000       | No Limit Hold’em              | 0028       | Sean Perry           | Vereinigte Staaten      | 0.275.160        |        |
| 25. Juni 2021 | Paradise    | Wynn Las Vegas                    | The Wynn Summer Classic             | 010.000       | No Limit Hold’em              | 1328       | Andrew Moreno        | Vereinigte Staaten      | 1.460.106        |        |
| 6. Juli 2021  | Paradise    | Aria Resort & Casino              | PokerGO Cup                         | 010.000       | No Limit Hold’em              | 0066       | Alex Foxen           | Vereinigte Staaten      | 0.178.200        |        |
| 7. Juli 2021  | Paradise    | Aria Resort & Casino              | PokerGO Cup                         | 010.000       | No Limit Hold’em              | 0061       | Almedin Imširović    | Bosnien und Herzegowina | 0.183.000        |        |
| 8. Juli 2021  | Paradise    | Aria Resort & Casino              | PokerGO Cup                         | 010.000       | No Limit Hold’em              | 0053       | Dylan Linde          | Vereinigte Staaten      | 0.169.600        |        |
| 9. Juli 2021  | Paradise    | Aria Resort & Casino              | PokerGO Cup                         | 015.000       | No Limit Hold’em              | 0050       | Almedin Imširović    | Bosnien und Herzegowina | 0.240.000        |        |
| 10. Juli 2021 | Paradise    | Aria Resort & Casino              | PokerGO Cup                         | 025.000       | No Limit Hold’em              | 0036       | Jake Schindler       | Vereinigte Staaten      | 0.324.000        |        |
| 11. Juli 2021 | Paradise    | Aria Resort & Casino              | PokerGO Cup                         | 025.000       | No Limit Hold’em              | 0036       | Jason Koon           | Vereinigte Staaten      | 0.324.000        |        |
| 12. Juli 2021 | Paradise    | Aria Resort & Casino              | PokerGO Cup                         | 050.000       | No Limit Hold’em              | 0035       | Daniel Negreanu      | Kanada                  | 0.700.000        |        |
| 13. Juli 2021 | Paradise    | Aria Resort & Casino              | PokerGO Cup                         | 100.000       | No Limit Hold’em              | 0023       | Cary Katz            | Vereinigte Staaten      | 1.058.000        |        |
| 14. Juli 2021 | Paradise    | Aria Resort & Casino              | Aria High Roller Series             | 010.000       | No Limit Hold’em              | 0015       | Sean Perry           | Vereinigte Staaten      | 0.081.000        |        |
| 15. Juli 2021 | Paradise    | Aria Resort & Casino              | Aria High Roller Series             | 015.000       | No Limit Hold’em              | 0022       | Anuj Agarwal         | Vereinigte Staaten      | 0.151.800        |        |
| 4. Aug. 2021  | Hollywood   | Seminole Hard Rock Hotel & Casino | Seminole Hard Rock Poker Open       | 050.000       | No Limit Hold’em              | 0024       | Chris Brewer         | Vereinigte Staaten      | 0.420.670        |        |
| 5. Aug. 2021  | Hollywood   | Seminole Hard Rock Hotel & Casino | Seminole Hard Rock Poker Open       | 050.000       | No Limit Hold’em              | 0029       | Zhuang Ruan          | Vereinigte Staaten      | 0.562.600        |        |
| 8. Aug. 2021  | Hollywood   | Seminole Hard Rock Hotel & Casino | Seminole Hard Rock Poker Open       | 015.000       | No Limit Hold’em              | 0027       | Matthew Sabia        | Vereinigte Staaten      | 0.155.515        |        |
| 9. Aug. 2021  | Hollywood   | Seminole Hard Rock Hotel & Casino | Seminole Hard Rock Poker Open       | 025.000       | No Limit Hold’em              | 0091       | Joe McKeehen         | Vereinigte Staaten      | 0.550.990        |        |
| 10. Aug. 2021 | Hollywood   | Seminole Hard Rock Hotel & Casino | Seminole Hard Rock Poker Open       | 010.000       | No Limit Hold’em              | 0101       | Sam Soverel          | Vereinigte Staaten      | 0.293.205        |        |
| 12. Aug. 2021 | Paradise    | Venetian Resort Hotel             | Venetian High Rollers               | 010.000       | No Limit Hold’em              | 0030       | Andrew Lichtenberger | Vereinigte Staaten      | 0.120.000        |        |
| 13. Aug. 2021 | Paradise    | Venetian Resort Hotel             | Venetian High Rollers               | 010.000       | No Limit Hold’em              | 0034       | Almedin Imširović    | Bosnien und Herzegowina | 0.136.000        |        |
| 14. Aug. 2021 | Paradise    | Venetian Resort Hotel             | Venetian High Rollers               | 025.000       | No Limit Hold’em              | 0029       | Sean Perry           | Vereinigte Staaten      | 0.290.000        |        |
| 15. Aug. 2021 | Paradise    | Venetian Resort Hotel             | Venetian High Rollers               | 025.000       | No Limit Hold’em              | 0014       | Andrew Lichtenberger | Vereinigte Staaten      | 0.125.350        |        |
| 23. Aug. 2021 | Kyrenia     | Merit Royal Hotel & Casino        | Super High Roller Series Europe     | 025.000       | No Limit Hold’em Short Deck   | 0048       | Phil Ivey            | Vereinigte Staaten      | 0.408.000        |        |
| 24. Aug. 2021 | Kyrenia     | Merit Royal Hotel & Casino        | Super High Roller Series Europe     | 025.000       | No Limit Hold’em              | 0081       | Johan Guilbert       | Frankreich              | 0.506.250        |        |
| 25. Aug. 2021 | Kyrenia     | Merit Royal Hotel & Casino        | Super High Roller Series Europe     | 025.000       | No Limit Hold’em Short Deck   | 0045       | Tony G               | Litauen                 | 0.382.500        |        |
| 26. Aug. 2021 | Kyrenia     | Merit Royal Hotel & Casino        | Super High Roller Series Europe     | 050.000       | No Limit Hold’em              | 0052       | Selahaddin Bedir     | Turkei                  | 0.832.000        |        |
| 27. Aug. 2021 | Kyrenia     | Merit Royal Hotel & Casino        | Super High Roller Series Europe     | 050.000       | No Limit Hold’em Short Deck   | 0042       | Santi Jiang          | Spanien                 | 0.756.000        |        |
| 28. Aug. 2021 | Kyrenia     | Merit Royal Hotel & Casino        | Super High Roller Series Europe     | 100.000       | No Limit Hold’em              | 0035       | Artur Martirossjan   | Russland                | 1.400.000        |        |
| 29. Aug. 2021 | Kyrenia     | Merit Royal Hotel & Casino        | Super High Roller Series Europe     | 100.000       | No Limit Hold’em Short Deck   | 0026       | Tony G               | Litauen                 | 1.169.000        |        |
| 30. Aug. 2021 | Kyrenia     | Merit Royal Hotel & Casino        | Super High Roller Series Europe     | 250.000       | No Limit Hold’em              | 0041       | Wiktor Malinowski    | Polen                   | 3.690.000        |        |
| 31. Aug. 2021 | Kyrenia     | Merit Royal Hotel & Casino        | Super High Roller Series Europe     | 050.000       | No Limit Hold’em Short Deck   | 0019       | Seth Davies          | Vereinigte Staaten      | 0.435.400        |        |
| 1. Sep. 2021  | Kyrenia     | Merit Royal Hotel & Casino        | Super High Roller Series Europe     | 050.000       | No Limit Hold’em              | 0026       | Almedin Imširović    | Bosnien und Herzegowina | 0.598.000        |        |
| 7. Sep. 2021  | Paradise    | Aria Resort & Casino              | Poker Masters                       | 010.000       | No Limit Hold’em              | 0082       | Shannon Shorr        | Vereinigte Staaten      | 0.205.000        |        |
| 8. Sep. 2021  | Paradise    | Aria Resort & Casino              | Poker Masters                       | 010.000       | No Limit Hold’em              | 0086       | Sean Perry           | Vereinigte Staaten      | 0.206.400        |        |
| 9. Sep. 2021  | Paradise    | Aria Resort & Casino              | Poker Masters                       | 010.000       | Pot Limit Omaha               | 0069       | Adam Hendrix         | Vereinigte Staaten      | 0.186.300        |        |
| 10. Sep. 2021 | Paradise    | Aria Resort & Casino              | Poker Masters                       | 010.000       | No Limit Hold’em              | 0073       | Brock Wilson         | Vereinigte Staaten      | 0.189.800        |        |
| 11. Sep. 2021 | Paradise    | Aria Resort & Casino              | Poker Masters                       | 010.000       | No Limit Hold’em              | 0066       | Daniel Negreanu      | Kanada                  | 0.178.200        |        |
| 12. Sep. 2021 | Paradise    | Aria Resort & Casino              | Poker Masters                       | 010.000       | 8-Game                        | 0030       | Maxx Coleman         | Vereinigte Staaten      | 0.120.000        |        |
| 13. Sep. 2021 | Paradise    | Aria Resort & Casino              | Poker Masters                       | 010.000       | No Limit Hold’em              | 0068       | Stephen Chidwick     | Vereinigtes Konigreich  | 0.183.600        |        |
| 14. Sep. 2021 | Paradise    | Aria Resort & Casino              | Poker Masters                       | 025.000       | No Limit Hold’em              | 0057       | Chris Brewer         | Vereinigte Staaten      | 0.427.500        |        |
| 15. Sep. 2021 | Paradise    | Aria Resort & Casino              | Poker Masters                       | 025.000       | Pot Limit Omaha               | 0043       | Miles Rampel         | Vereinigte Staaten      | 0.365.500        |        |
| 16. Sep. 2021 | Paradise    | Aria Resort & Casino              | Poker Masters                       | 025.000       | No Limit Hold’em              | 0038       | Mikita Badsjakouski  | Belarus                 | 0.342.000        |        |
| 17. Sep. 2021 | Paradise    | Aria Resort & Casino              | Poker Masters                       | 050.000       | No Limit Hold’em              | 0034       | Michael Addamo       | Australien              | 0.680.000        |        |
| 18. Sep. 2021 | Paradise    | Aria Resort & Casino              | Poker Masters                       | 100.000       | No Limit Hold’em              | 0029       | Michael Addamo       | Australien              | 1.160.000        |        |
| 26. Sep. 2021 | Paradise    | Aria Resort & Casino              | Aria High Roller Series             | 050.000       | No Limit Hold’em              | 0023       | Almedin Imširović    | Bosnien und Herzegowina | 0.529.000        |        |
| 27. Sep. 2021 | Paradise    | Aria Resort & Casino              | Super High Roller Bowl              | 300.000       | No Limit Hold’em              | 0021       | Michael Addamo       | Australien              | 3.402.000        |        |
| 29. Sep. 2021 | Paradise    | Aria Resort & Casino              | Aria High Roller Series             | 025.000       | No Limit Hold’em              | 0011       | Almedin Imširović    | Bosnien und Herzegowina | 0.192.500        |        |
| 30. Sep. 2021 | Paradise    | Rio All-Suite Hotel and Casino    | World Series of Poker               | 025.000       | H.O.R.S.E.                    | 0078       | Jesse Klein          | Vereinigte Staaten      | 0.552.182        |        |
| 1. Okt. 2021  | Paradise    | Aria Resort & Casino              | Aria High Roller Series             | 010.000       | No Limit Hold’em              | 0030       | Adrián Mateos        | Spanien                 | 0.113.199        |        |
| 2. Okt. 2021  | Paradise    | Rio All-Suite Hotel and Casino    | World Series of Poker               | 025.000       | No Limit Hold’em              | 0135       | Tyler Cornell        | Vereinigte Staaten      | 0.833.289        |        |
| 4. Okt. 2021  | Paradise    | Rio All-Suite Hotel and Casino    | World Series of Poker               | 010.000       | Omaha Hi-Lo                   | 0134       | Ari Engel            | Kanada                  | 0.317.076        |        |
| 5. Okt. 2021  | Paradise    | Rio All-Suite Hotel and Casino    | World Series of Poker               | 025.000       | No Limit Hold’em Heads-Up     | 0057       | Jason Koon           | Vereinigte Staaten      | 0.243.981        |        |
| 7. Okt. 2021  | Paradise    | Rio All-Suite Hotel and Casino    | World Series of Poker               | 010.000       | Limit Hold’em                 | 0092       | John Monnette        | Vereinigte Staaten      | 0.245.680        |        |
| 8. Okt. 2021  | Paradise    | Aria Resort & Casino              | Aria High Roller Series             | 100.000       | No Limit Hold’em              | 0022       | Jake Schindler       | Vereinigte Staaten      | 0.655.000        |        |
| 9. Okt. 2021  | Paradise    | Rio All-Suite Hotel and Casino    | World Series of Poker               | 010.000       | Seven Card Stud               | 0062       | Anthony Zinno        | Vereinigte Staaten      | 0.182.872        |        |
| 9. Okt. 2021  | Paradise    | Aria Resort & Casino              | Aria High Roller Series             | 200.000       | No Limit Hold’em              | 0017       | Nick Petrangelo      | Vereinigte Staaten      | 1.468.800        |        |
| 13. Okt. 2021 | Paradise    | Aria Resort & Casino              | Aria High Roller Series             | 010.000       | No Limit Hold’em              | 0022       | Elio Fox             | Vereinigte Staaten      | 0.067.791        |        |
| 14. Okt. 2021 | Paradise    | Rio All-Suite Hotel and Casino    | World Series of Poker               | 010.000       | No Limit Hold’em Short Deck   | 0066       | Chance Kornuth       | Vereinigte Staaten      | 0.194.670        |        |
| 18. Okt. 2021 | Paradise    | Rio All-Suite Hotel and Casino    | World Series of Poker               | 010.000       | Dealers Choice                | 0093       | Adam Friedman        | Vereinigte Staaten      | 0.248.350        |        |
| 19. Okt. 2021 | Paradise    | Rio All-Suite Hotel and Casino    | World Series of Poker               | 050.000       | No Limit Hold’em              | 0081       | Michael Addamo       | Australien              | 1.132.968        |        |
| 20. Okt. 2021 | Paradise    | Rio All-Suite Hotel and Casino    | World Series of Poker               | 010.000       | H.O.R.S.E.                    | 0139       | Kevin Gerhart        | Vereinigte Staaten      | 0.361.124        |        |
| 23. Okt. 2021 | Paradise    | Rio All-Suite Hotel and Casino    | World Series of Poker               | 010.000       | Pot Limit Omaha               | 0344       | Tommy Le             | Vereinigte Staaten      | 0.746.477        |        |
| 25. Okt. 2021 | Paradise    | Rio All-Suite Hotel and Casino    | World Series of Poker               | 010.000       | No Limit 2-7 Lowball Draw     | 0122       | Farzad Bonyadi       | Vereinigte Staaten      | 0.297.051        |        |
| 27. Okt. 2021 | Paradise    | Rio All-Suite Hotel and Casino    | World Series of Poker               | 025.000       | Pot Limit Omaha               | 0212       | Shaun Deeb           | Vereinigte Staaten      | 1.251.860        |        |
| 28. Okt. 2021 | Paradise    | Aria Resort & Casino              | Aria High Roller Series             | 015.000       | No Limit Hold’em              | 0043       | Michael Addamo       | Australien              | 0.219.300        |        |
| 29. Okt. 2021 | Paradise    | Rio All-Suite Hotel and Casino    | World Series of Poker               | 010.000       | No Limit Hold’em              | 0329       | Ben Yu               | Vereinigte Staaten      | 0.721.453        |        |
| 30. Okt. 2021 | Paradise    | Rio All-Suite Hotel and Casino    | World Series of Poker               | 010.000       | Limit 2-7 Lowball Triple Draw | 0080       | Brian Yoon           | Vereinigte Staaten      | 0.240.341        |        |
| 31. Okt. 2021 | Paradise    | Rio All-Suite Hotel and Casino    | World Series of Poker               | 050.000       | 9-Game                        | 0063       | Daniel Cates         | Vereinigte Staaten      | 0.954.020        |        |
| 3. Nov. 2021  | Paradise    | Rio All-Suite Hotel and Casino    | World Series of Poker               | 010.000       | Pot Limit Omaha Hi-Lo         | 0210       | Josh Arieh           | Vereinigte Staaten      | 0.484.791        |        |
| 4. Nov. 2021  | Paradise    | Rio All-Suite Hotel and Casino    | World Series of Poker               | 010.000       | No Limit Hold’em              | 6650       | Koray Aldemir        | Deutschland             | 8.000.000        |        |
| 4. Nov. 2021  | Paradise    | Aria Resort & Casino              | Aria High Roller Series             | 010.000       | No Limit Hold’em              | 0041       | Ren Lin              | Vereinigte Staaten      | 0.147.600        |        |
| 5. Nov. 2021  | Paradise    | Aria Resort & Casino              | Aria High Roller Series             | 010.000       | No Limit Hold’em              | 0030       | Almedin Imširović    | Bosnien und Herzegowina | 0.120.000        |        |
| 6. Nov. 2021  | Paradise    | Aria Resort & Casino              | Aria High Roller Series             | 010.000       | No Limit Hold’em              | 0057       | Justin Bonomo        | Vereinigte Staaten      | 0.171.000        |        |
| 7. Nov. 2021  | Paradise    | Aria Resort & Casino              | Aria High Roller Series             | 010.000       | No Limit Hold’em              | 0053       | Alex Foxen           | Vereinigte Staaten      | 0.150.845        |        |
| 8. Nov. 2021  | Paradise    | Aria Resort & Casino              | Aria High Roller Series             | 010.000       | No Limit Hold’em              | 0061       | Barry Hutter         | Vereinigte Staaten      | 0.183.000        |        |
| 9. Nov. 2021  | Paradise    | Aria Resort & Casino              | Aria High Roller Series             | 010.000       | No Limit Hold’em              | 0041       | Rok Gostiša          | Slowenien               | 0.147.600        |        |
| 10. Nov. 2021 | Paradise    | Aria Resort & Casino              | Aria High Roller Series             | 010.000       | No Limit Hold’em              | 0054       | Sergi Reixach        | Spanien                 | 0.172.800        |        |
| 11. Nov. 2021 | Paradise    | Aria Resort & Casino              | Aria High Roller Series             | 010.000       | No Limit Hold’em              | 0042       | Vikenty Shegal       | Vereinigte Staaten      | 0.151.200        |        |
| 12. Nov. 2021 | Paradise    | Aria Resort & Casino              | Aria High Roller Series             | 010.000       | No Limit Hold’em              | 0045       | Leonard Maue         | Deutschland             | 0.153.000        |        |
| 13. Nov. 2021 | Paradise    | Rio All-Suite Hotel and Casino    | World Series of Poker               | 010.000       | Seven Card Stud Hi-Lo         | 0144       | Brian Hastings       | Vereinigte Staaten      | 0.352.958        |        |
| 13. Nov. 2021 | Paradise    | Aria Resort & Casino              | Aria High Roller Series             | 010.000       | No Limit Hold’em              | 0069       | Timothy Capretta     | Vereinigte Staaten      | 0.186.300        |        |
| 15. Nov. 2021 | Paradise    | Rio All-Suite Hotel and Casino    | World Series of Poker               | 010.000       | No Limit Hold’em              | 0307       | Romain Lewis         | Frankreich              | 0.463.885        |        |
| 16. Nov. 2021 | Paradise    | Rio All-Suite Hotel and Casino    | World Series of Poker               | 010.000       | Razz                          | 0109       | Benny Glaser         | Vereinigtes Konigreich  | 0.274.693        |        |
| 16. Nov. 2021 | Paradise    | Aria Resort & Casino              | Aria High Roller Series             | 010.000       | No Limit Hold’em              | 0043       | Jake Schindler       | Vereinigte Staaten      | 0.146.200        |        |
| 17. Nov. 2021 | Paradise    | Aria Resort & Casino              | Aria High Roller Series             | 010.000       | No Limit Hold’em              | 0016       | Chris Brewer         | Vereinigte Staaten      | 0.086.400        |        |
| 18. Nov. 2021 | Paradise    | Rio All-Suite Hotel and Casino    | World Series of Poker               | 250.000       | No Limit Hold’em              | 0033       | Adrián Mateos        | Spanien                 | 3.265.362        |        |
| 19. Nov. 2021 | Paradise    | Rio All-Suite Hotel and Casino    | World Series of Poker               | 050.000       | Pot Limit Omaha               | 0085       | Jeremy Ausmus        | Vereinigte Staaten      | 1.188.918        |        |
| 20. Nov. 2021 | Paradise    | Rio All-Suite Hotel and Casino    | World Series of Poker               | 050.000       | No Limit Hold’em              | 0113       | Mikita Badsjakouski  | Belarus                 | 1.462.043        |        |
| 21. Nov. 2021 | Paradise    | Rio All-Suite Hotel and Casino    | World Series of Poker               | 100.000       | No Limit Hold’em              | 0064       | Michael Addamo       | Australien              | 1.958.569        |        |
| 29. Nov. 2021 | Rozvadov    | King’s Resort                     | World Series of Poker Europe        | 028.285       | No Limit Hold’em              | 0072       | Andrij Ljubowezkyj   | Ukraine                 | 0.586.552        |        |
| 29. Nov. 2021 | Hollywood   | Seminole Hard Rock Hotel & Casino | Rock ’N’ Roll Poker Open            | 025.500       | No Limit Hold’em              | 0102       | Almedin Imširović    | Bosnien und Herzegowina | 0.695.355        |        |
| 2. Dez. 2021  | Paradise    | Hotel Bellagio                    | Five Diamond World Poker Classic    | 010.000       | No Limit Hold’em              | 0043       | Giuseppe Iadisernia  | Venezuela               | 0.146.200        |        |
| 3. Dez. 2021  | Rozvadov    | King’s Resort                     | World Series of Poker Europe        | 011.711       | No Limit Hold’em              | 0688       | Josef Guláš          | Tschechien              | 1.444.637        |        |
| 3. Dez. 2021  | Paradise    | Hotel Bellagio                    | Five Diamond World Poker Classic    | 100.000       | No Limit Hold’em              | 0019       | Justin Bonomo        | Vereinigte Staaten      | 0.928.200        |        |
| 4. Dez. 2021  | Paradise    | Hotel Bellagio                    | Five Diamond World Poker Classic    | 010.000       | No Limit Hold’em              | 0035       | Sung Joo Hyun        | Korea Sud               | 0.140.000        |        |
| 5. Dez. 2021  | Paradise    | Hotel Bellagio                    | Five Diamond World Poker Classic    | 010.000       | 8-Game                        | 0019       | Henrik Hecklen       | Danemark                | 0.102.600        |        |
| 6. Dez. 2021  | Paradise    | Hotel Bellagio                    | Five Diamond World Poker Classic    | 010.000       | No Limit Hold’em              | 0032       | Justin Bonomo        | Vereinigte Staaten      | 0.128.000        |        |
| 7. Dez. 2021  | Paradise    | Hotel Bellagio                    | Five Diamond World Poker Classic    | 010.000       | No Limit Hold’em              | 0043       | Leonard Maue         | Deutschland             | 0.146.200        |        |
| 8. Dez. 2021  | Paradise    | Hotel Bellagio                    | Five Diamond World Poker Classic    | 010.000       | No Limit Hold’em              | 0046       | Anuj Agarwal         | Vereinigte Staaten      | 0.156.400        |        |
| 9. Dez. 2021  | Paradise    | Hotel Bellagio                    | Five Diamond World Poker Classic    | 010.000       | Pot Limit Omaha               | 0035       | Felipe Ramos         | Brasilien               | 0.115.500        |        |
| 10. Dez. 2021 | Paradise    | Hotel Bellagio                    | Five Diamond World Poker Classic    | 025.000       | No Limit Hold’em              | 0021       | Rok Gostiša          | Slowenien               | 0.283.500        |        |
| 11. Dez. 2021 | Paradise    | Hotel Bellagio                    | Five Diamond World Poker Classic    | 025.000       | No Limit Hold’em              | 0013       | Arthur Conan         | Frankreich              | 0.227.500        |        |
| 12. Dez. 2021 | Paradise    | Hotel Bellagio                    | Five Diamond World Poker Classic    | 010.000       | No Limit Hold’em              | 0042       | Nick Petrangelo      | Vereinigte Staaten      | 0.151.200        |        |
| 13. Dez. 2021 | Paradise    | Hotel Bellagio                    | Five Diamond World Poker Classic    | 025.000       | No Limit Hold’em              | 0025       | Selahaddin Bedir     | Turkei                  | 0.287.500        |        |
| 14. Dez. 2021 | Paradise    | Hotel Bellagio                    | Five Diamond World Poker Classic    | 025.000       | No Limit Hold’em              | 0054       | Andrew Lichtenberger | Vereinigte Staaten      | 0.432.000        |        |
| 15. Dez. 2021 | Paradise    | Hotel Bellagio                    | Five Diamond World Poker Classic    | 010.000       | No Limit Hold’em              | 0716       | Taylor Black         | Vereinigte Staaten      | 1.241.430        |        |
| 19. Dez. 2021 | Paradise    | Hotel Bellagio                    | Five Diamond World Poker Classic    | 025.000       | No Limit Hold’em              | 0007       | Johan Guilbert       | Frankreich              | 0.175.000        |        |
| 20. Dez. 2021 | Paradise    | Aria Resort & Casino              | PokerGO Tour Championship           | 050.000       | No Limit Hold’em              | 0046       | Rok Gostiša          | Slowenien               | 0.689.100        |        |

## Leaderboard

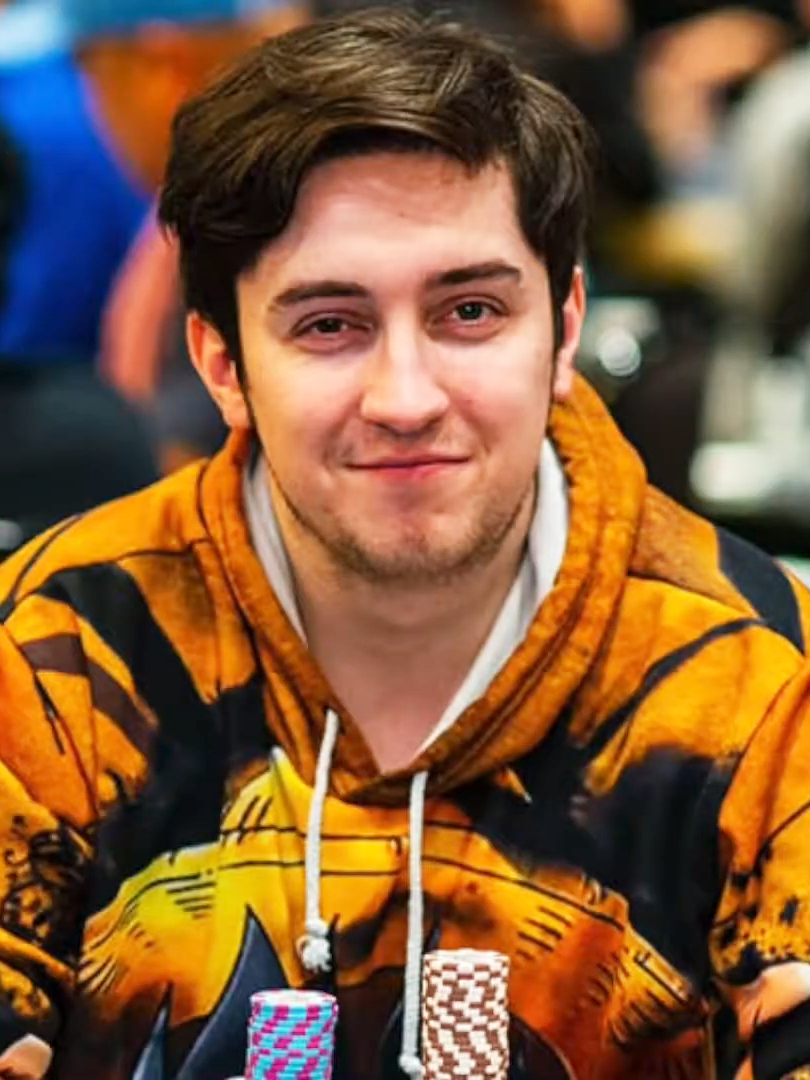
Almedin Imširović (2020)

Jeder Spieler, der bei einem der Turniere in den Preisrängen landete, sammelte zusätzlich zum Preisgeld Punkte. Das Punktesystem orientierte sich am Buy-in und dem gewonnenen Preisgeld. Es wurde zu ganzen Punkten gerundet. Almedin Imširović gewann 14 Turniere, platzierte sich 34-mal in den Geldrängen und gewann Preisgelder von mehr als 6 Millionen US-Dollar. Damit setzte er sich mit Abstand als erfolgreichster Spieler durch und erhielt eine Trophäe sowie einen Scheck über 200.000 US-Dollar. Michael Addamo erhielt für seinen zweiten Platz 100.000 US-Dollar, Sean Perry als Drittplatzierter 50.000 US-Dollar.
| Platz | Spieler           | Herkunft                | Punkte | Siege | Cashes | Preisgeld (in $) |
| ----- | ----------------- | ----------------------- | ------ | ----- | ------ | ---------------- |
| 1     | Almedin Imširović | Bosnien und Herzegowina | 4364   | 14    | 34     | 6.028.321        |
| 2     | Michael Addamo    | Australien              | 3083   | 06    | 08     | 9.418.837        |
| 3     | Sean Perry        | Vereinigte Staaten      | 2525   | 06    | 23     | 3.807.850        |
| 4     | Sean Winter       | Vereinigte Staaten      | 2263   | 02    | 20     | 3.954.125        |
| 5     | Sam Soverel       | Vereinigte Staaten      | 2252   | 03    | 23     | 3.697.009        |
| 6     | Chris Brewer      | Vereinigte Staaten      | 2079   | 04    | 27     | 3.052.255        |
| 7     | Daniel Negreanu   | Kanada                  | 1983   | 02    | 17     | 3.054.904        |
| 8     | Stephen Chidwick  | Vereinigtes Konigreich  | 1954   | 01    | 21     | 2.909.320        |
| 9     | David Peters      | Vereinigte Staaten      | 1940   | 03    | 11     | 4.461.670        |
| 10    | Koray Aldemir     | Deutschland             | 1936   | 01    | 02     | 8.060.465        |